# Introducing the popline according to FREENOTE
『Introducing the popline according to FREENOTE』（イントロデューシング・ザ・ポップライン・アコーディング・トゥ・フリーノート）はFREENOTEの1枚目のアルバム。

## 解説
- メジャーデビュー・アルバム。

## 収録曲
1. Intro (1:27)
2. ウォークメン (5:16)
3rdシングル。
3. キライチューン (3:44)
1stシングル。
4. Dance Love (3:48)
5. 遥かへのスピードランナー (4:26)
2ndシングルのカップリング曲。
6. トビラ (3:12)
7. 終電マスター (3:45)
8. Interlude (0:58)
9. My Little War (4:26)
10. Re:チャンネル (4:46)
2ndシングル。
11. ボクラリズム (4:54)
1stシングルのカップリング曲。
12. Happy Birthday (3:29)
13. さよならの歌 (4:36)
4thシングルとしてリカット。
14. Outro (1:34)

全作詞作曲：FREENOTE、#5のみ作曲：岡村靖幸